# Kothapeta, East Godavari
Kothapeta là một mandal thuộc huyện East Godavari, bang Andhra Pradesh, Ấn Độ.